# CoviVac
CoviVac (russisch КовиВак) ist ein COVID-19-Impfstoff, der vom staatlichen Tschumakow-Forschungszentrum für immunobiologische Präparate der Russischen Akademie der Wissenschaften entwickelt wurde. CoviVac wurde in Russland als dritter COVID-19-Impfstoff nach Sputnik V und EpiVacCorona im Februar 2021 zugelassen.

## Wirkweise und Wirksamkeit
Bei CoviVac handelt es sich um einen inaktivierten Ganzvirus-Impfstoff, der in zwei Dosen im Abstand von zwei Wochen verabreicht wird. CoviVac kann nach Herstellerangaben in Standardkühlschränken aufbewahrt werden. Aufgrund seiner Bauweise als Ganzvirus-Impfstoff soll er gegen die meisten Varianten und Mutationen des SARS-CoV-2-Virus wirksam sein, die die Erkrankung COVID-19 auslösen können.
Die Wirksamkeit soll – russischen Angaben zu Zwischenergebnissen von Untersuchungen zufolge – bei mehr als 90 Prozent liegen. Allerdings wurde die Wirksamkeit nie durch eine klinische Studie der Phase III nachgewiesen.

## Zulassung
| Staat      | Zulassungsdatum | Quellen |
| ---------- | --------------- | ------- |
| Russland   | Februar 2021    | [ 4 ]   |
| Kambodscha | Oktober 2021    | [ 5 ]   |
| Belarus    | Dezember 2021   | [ 6 ]   |

## Verwendung
CoviVac wurde von der Firma Nanolek hergestellt. Massenimpfungen mit dem Präparat begannen in Russland Mitte März 2021. Bis Ende 2021 sollten nach Angaben von Premier Michail Mischustin 20 Mio. Dosen produziert werden. Nachdem das russische Gesundheitsministerium keine weiteren Lieferungen bestellt hatte, setzte Nanolek, wie im März 2022 bekannt wurde, die Produktion bis auf Weiteres aus.